# Distrito de Aizawl
Aizawl (en hindi; आइजोल जिला ) es un distrito de India en el estado de Mizoram . 
Comprende una superficie de 3 577 km².
El centro administrativo es la ciudad de Aizawl.

## Demografía
Según censo 2011 contaba con una población total de 404 054 habitantes.